# Парк Победы (Казань)
Мемориальный парк Победы в Казани (тат. Мемориаль җиңү паркы) — это посвящённый Победе в Великой Отечественной войне парк в Ново-Савиновском районе Казани, расположенный у пересечения улицы Бондаренко и проспекта Хусаина Ямашева.
Площадь парка занимает примерно 50 га.

## История
Освоение территории парка начато в 1970-е годы. На болотистых местах были высажены 1418 деревьев и кустарников по количеству дней и ночей Великой Отечественной войны.
Строительство самого мемориального комплекса было начато и завершено в 1995 году к 50-летнему юбилею Победы в Великой Отечественной войне.

## Объекты парка

### Мемориал
Мемориал памяти Героям Великой Отечественной войны — это пантеон, расположенный вокруг вечного огня в центре, с мраморными табличками с именами Героев Советского Союза, Героев Социалистического труда и полных кавалеров Орденов Славы — уроженцев Татарской АССР, получивших награды в период ВОВ.<

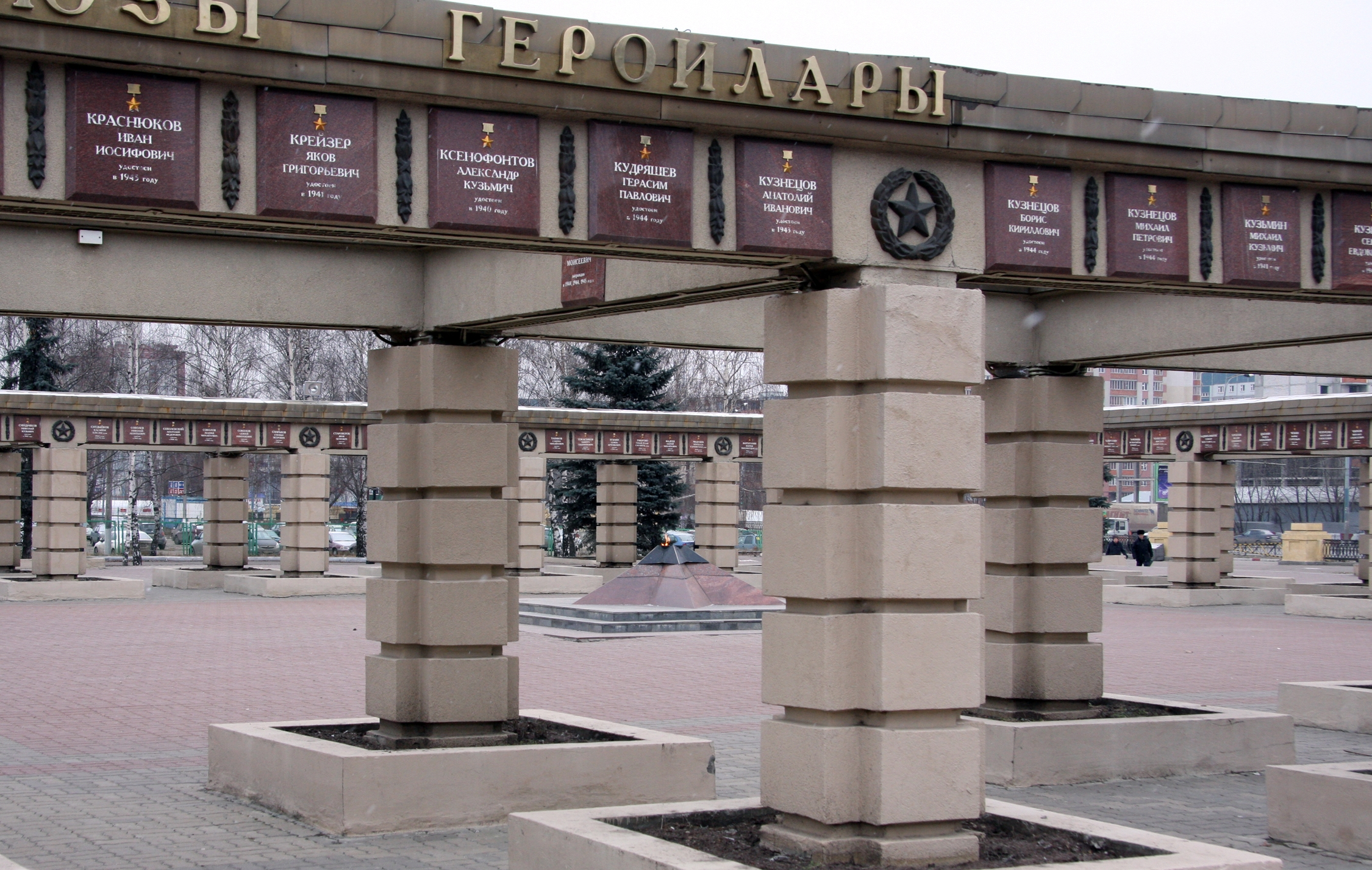
Мемориал парка
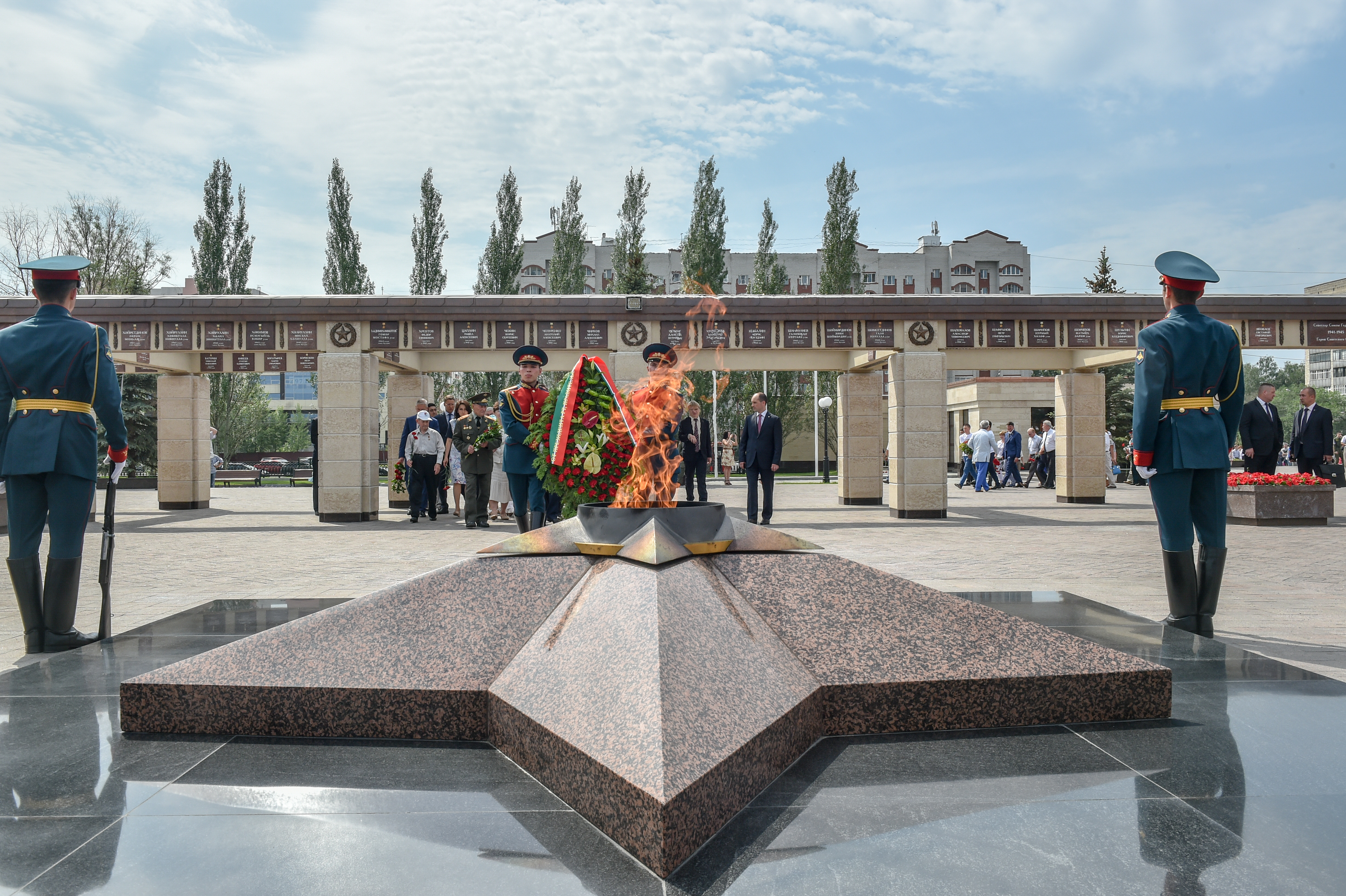
Вечный огонь у мемориала памяти. 2015 год

### Монументы

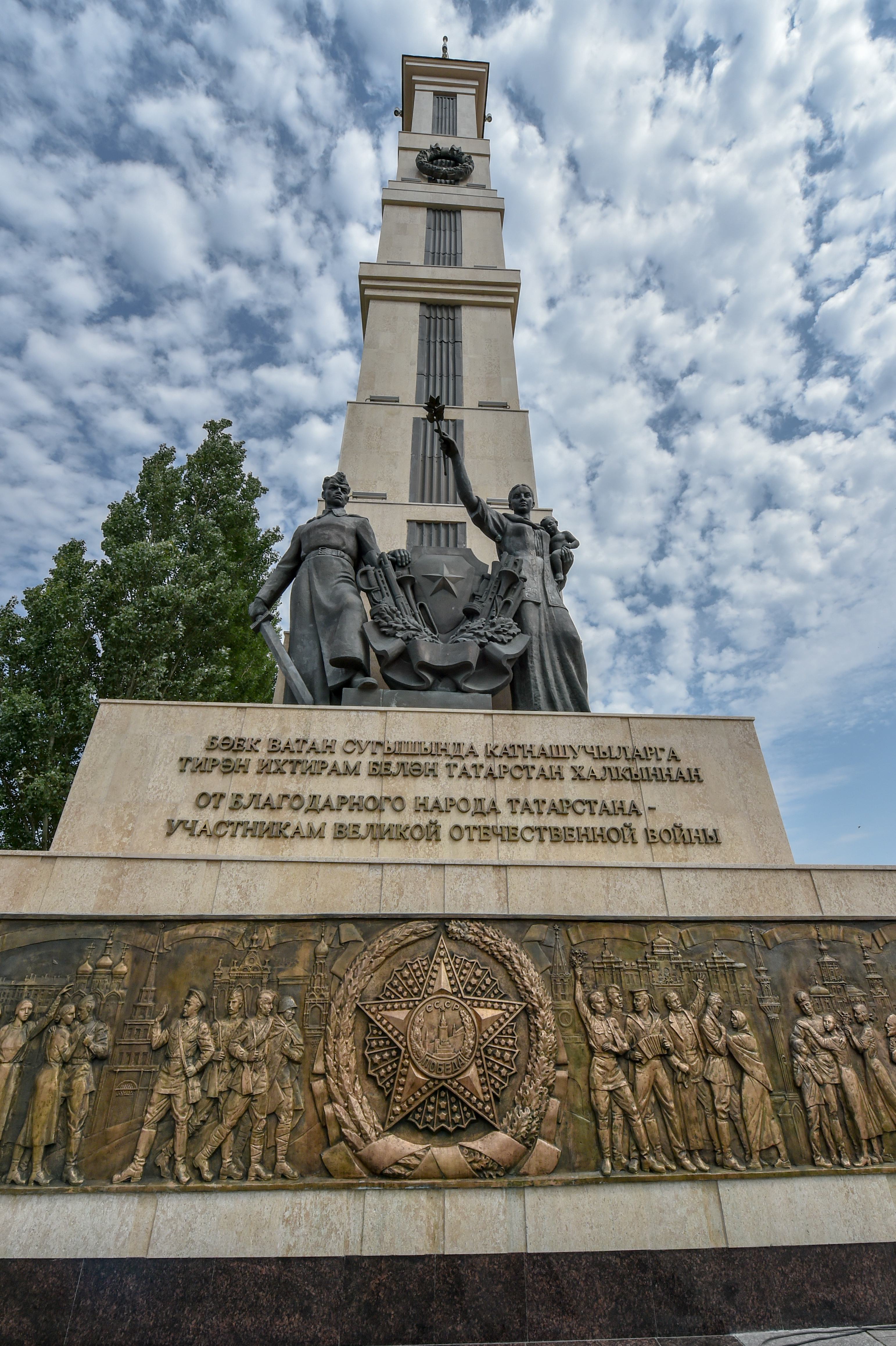
Стела Победы

У входа в парк со стороны проспекта Ямашева расположена Стела Победы высотой 42 метра с Орденом Победы в лучах Славы. У её подножия стоят Воин с мечом и Женщина-мать с ребёнком на руках. Венчает стелу лавровый венок.
В центральной части парка в 2005 году был возведён памятник вдовам и матерям солдат, не вернувшихся с Великой Отечественной войны, представляющий собой четырёхметровую фигуру женщины с цветами в руках. В 2010 году был открыт мемориал морякам подводникам в виде рубки подводной лодки К-403 «Казань». В 2019 году в парке был установлен памятник труженикам тыла. В 2020 году к 75-летию победы в Великой Отечественной войне в парке был воздвигнут памятник Советскому солдату. 12 июня 2021 года в День России в парке был открыт монумент воинам-интернационалистам. 9 мая 2025 года был заложен памятный камень на месте строительства будущего мемориала участникам СВО.

### Выставка военной техники
В парке находится выставка военной техники современности и времён Великой Отечественной войны, расположенной под открытым небом — танки от Т-34-85 до Т-80, БРДМ, БТР-1, БТР-2, БМД, противотанковые артиллерийские орудия, гаубицы, ПТ-САУ СУ-152 «Зверобой», «Катюша», «Полуторка», самолёты: Пе-2, МиГ-17, Aero L-29 Delfin, По-2, Су-7, МиГ-27, вертолёты Ми-8П, Ми-2, тактический ракетный комплекс «Луна-М».

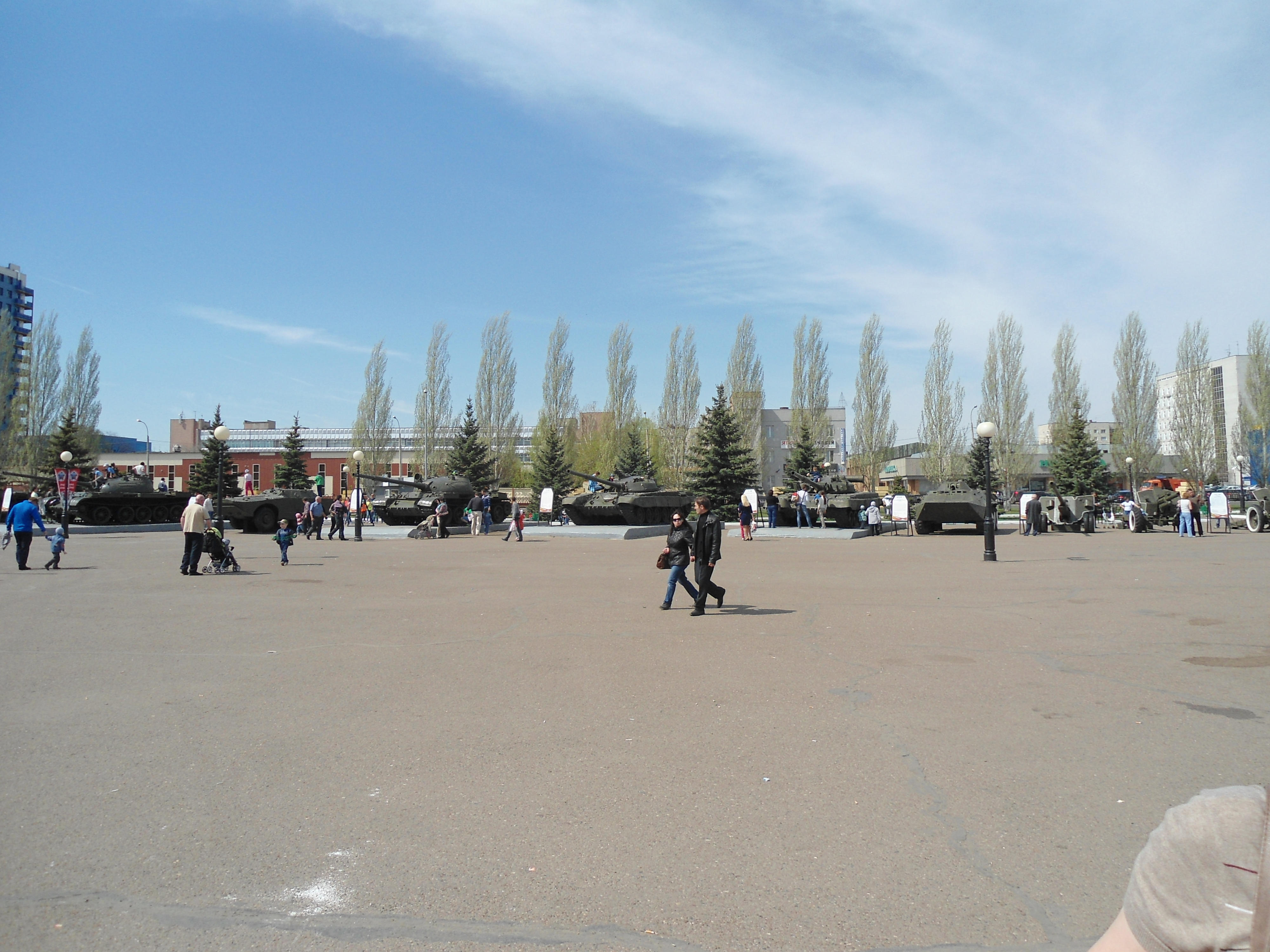
Площадка с военной техникой
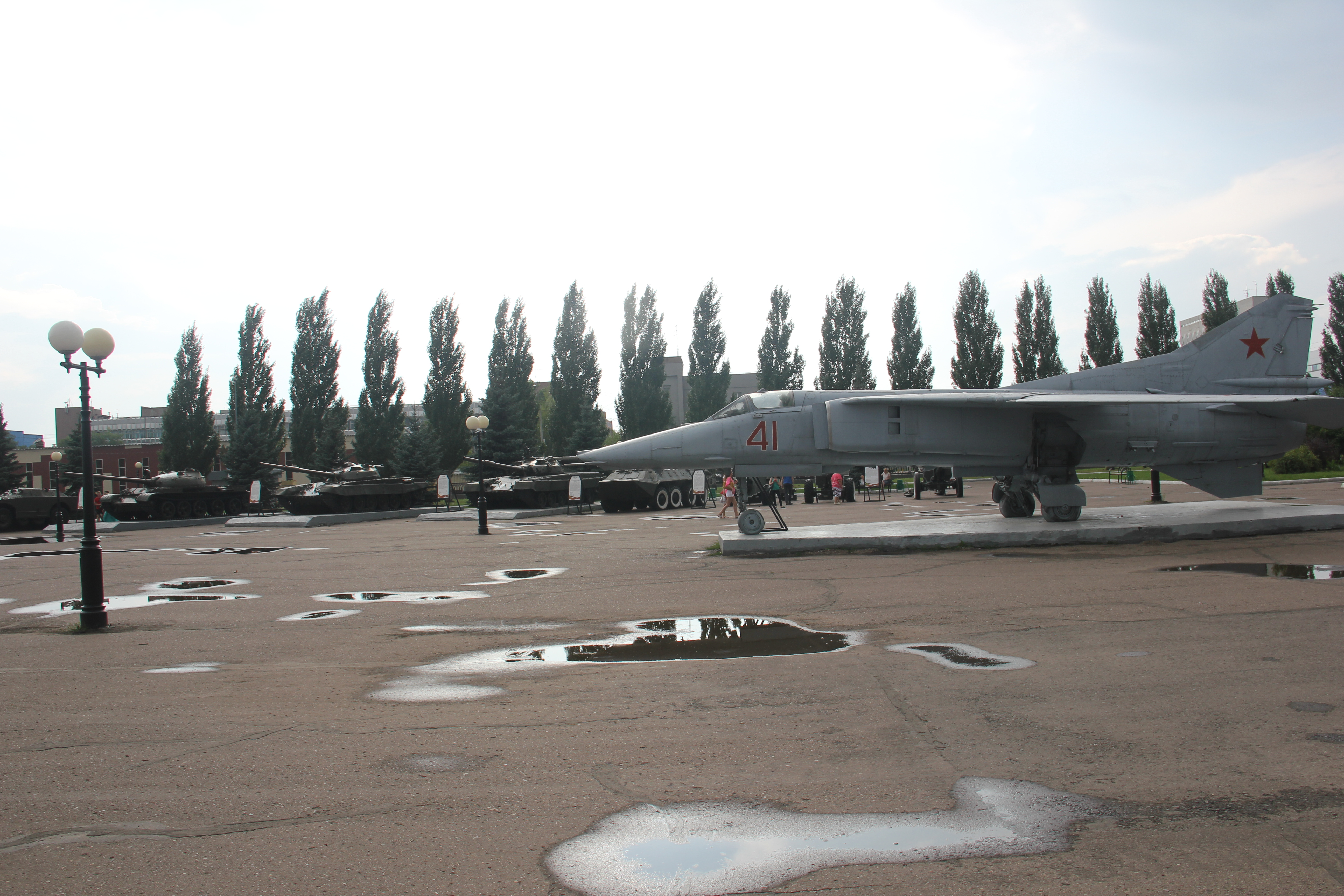
МИГ-27
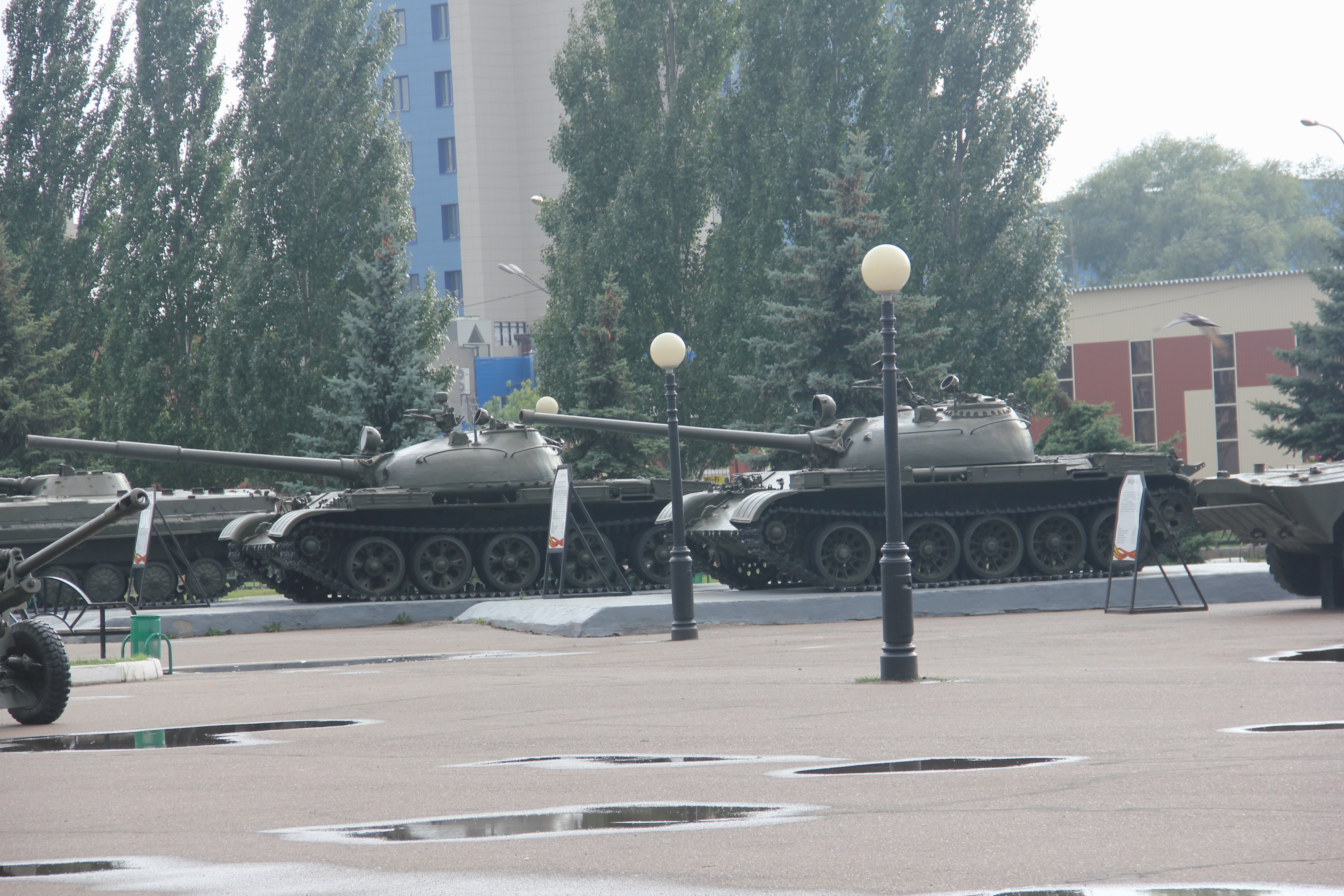
Танки Т-62, Т-55
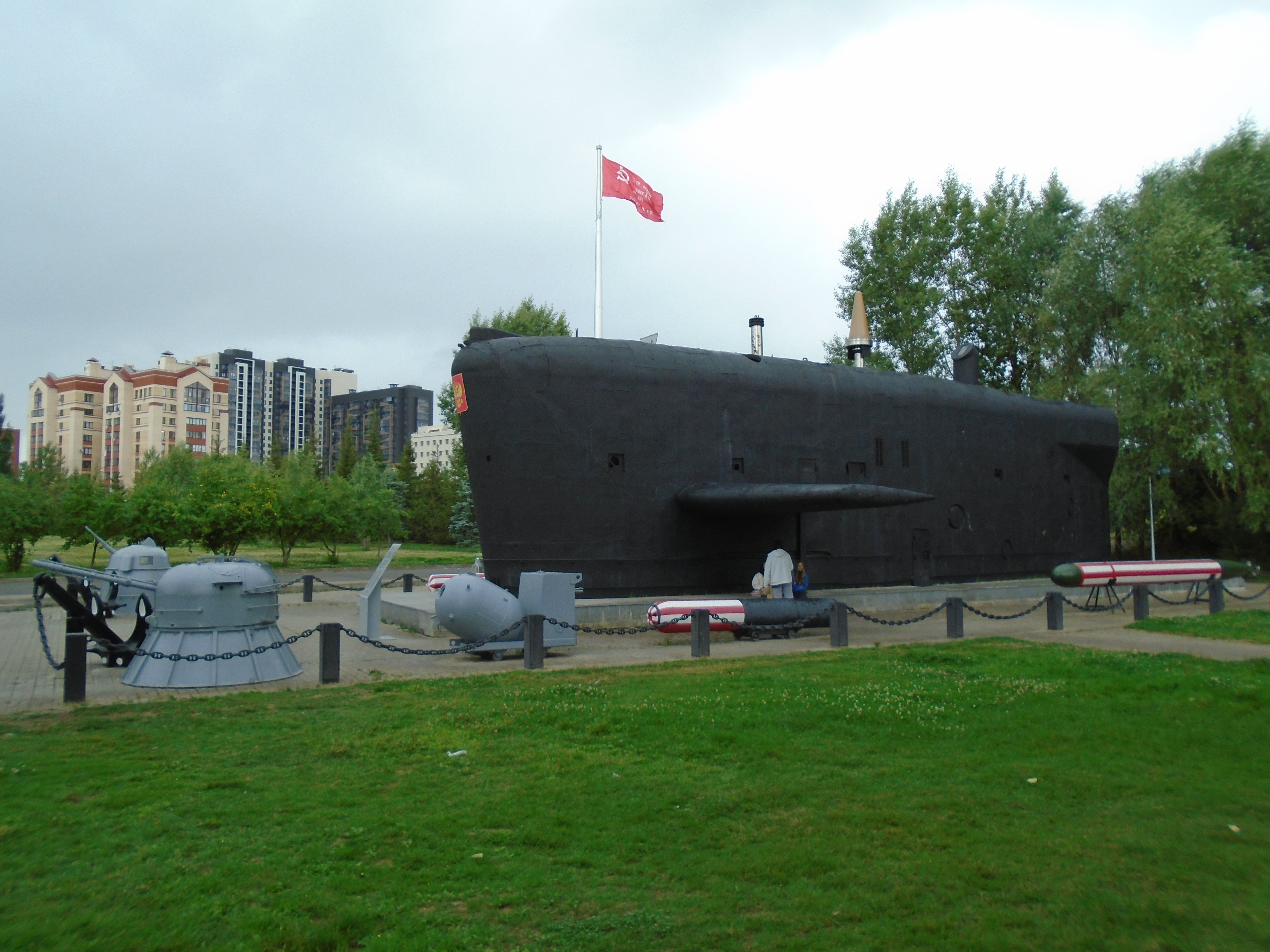
Рубка лодки К-403 «Казань»

### Флагшток в Парке Победы

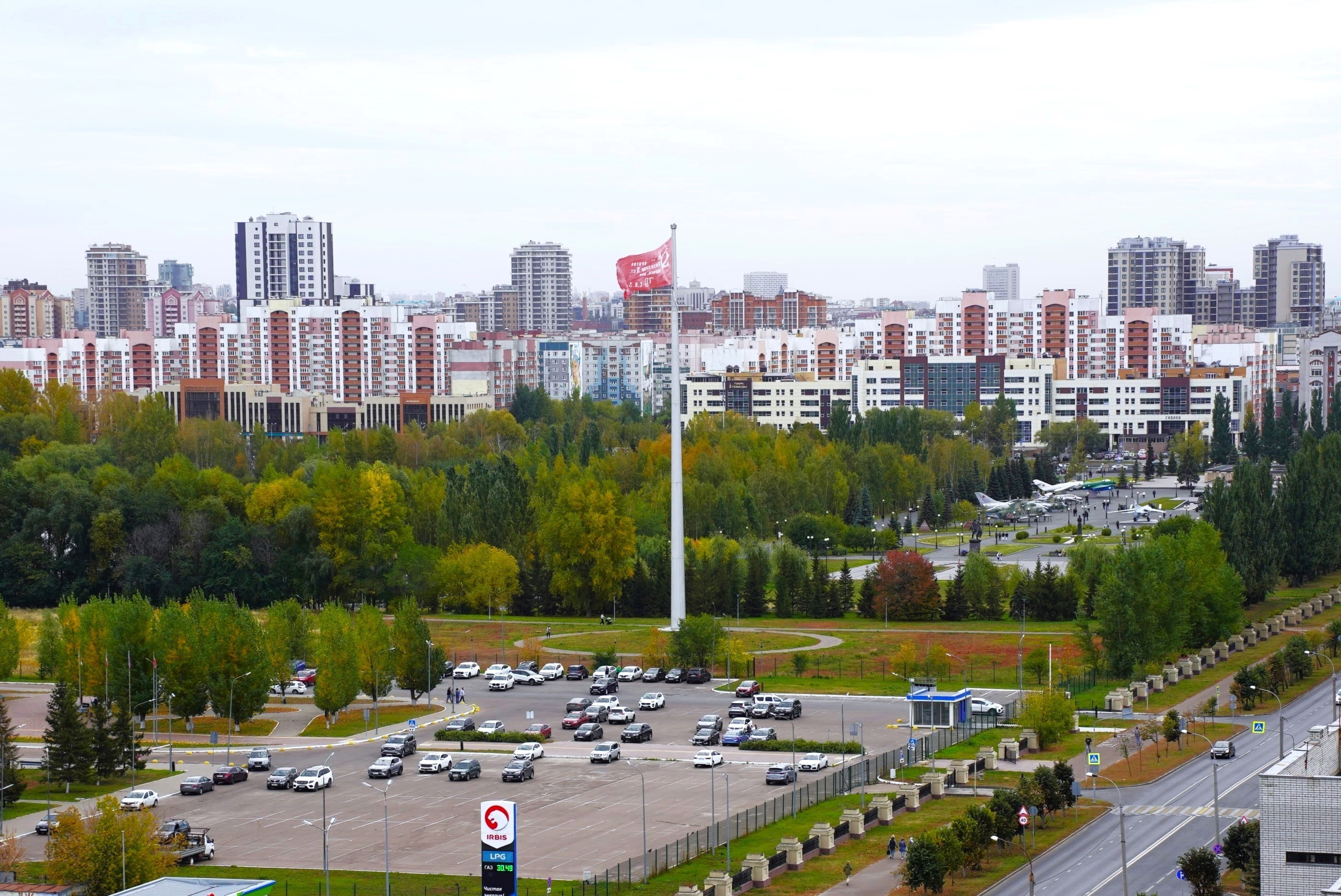
Флагшток с копией Знамени Победы в Парке Победы

В Парке Победы установлена самая высокая на территории Татарстана стальная мачта для подъёма флага высотой 50 метров. Флагшток установлен в 2019 году, сначала на нём развевался государственный флаг России; а с 2020 года — увеличенная копия Знамени Победы.
Он установлен в северной части Парка Победы, на специальной площадке, покрытой газоном, которая примыкает к улице Бондаренко. Флагшток является завершающим элементом архитектурно-планировочной композиции военно-мемориальной зоны, которая начинается в южной части парка у Стелы Победы и Вечного огня. Это главная высотная доминанта Парка Победы и прилегающего пространства.
50-метровый стальной флагшток был установлен в рамках реализации общественной культурно-патриотической программы «Держава XXI век» при поддержке Общественной палаты Российской Федерации. Указанная программа предусматривала установку 50-метровых флагштоков с государственным флагом страны во всех субъектах Российской Федерации. Однако к моменту установки флагштока в Казани (2019) такие же флагштоки были установлены только в двух городах — Томске и Волгограде (оба в 2017 году).
Флагшток в Казани был открыт в рамках празднования Дня России 12 июня 2019 года. Он представляет собой многогранную коническую мачту, состоящую из нескольких стальных секций, которые стыкуются между собой при помощи телескопического соединения с натягом. Подъём флага осуществляется с помощью электрического спускоподъёмного механизма. В день открытия флагштока в Казани на нём был поднят государственный флаг России, размер которого, по аналогии с поднятым флагом в Томске, составлял 12×8 метров.
8 мая 2020 года, накануне празднования 75-летия Победы в Великой Отечественной войне, на 50-метровом флагштоке в Казани вместо прежнего государственного флага России была поднята увеличенная копия Знамени Победы. Команду поднять знамя дал по видеосвязи Герой Советского Союза Борис Кузнецов.
Подъём символа был осуществлён в рамках реализации культурно-патриотической программы «Знамя Победы 2015—2020». С тех пор на флагштоке развевается увеличенная копия легендарного знамени.